# Plaza Mayor de Lima
La Plaza Mayor de Lima, ou Plaza de Armas, est le principal espace public de Lima, la capitale du Pérou. Elle se situe dans le centre historique de la ville. Sur son pourtour se trouvent le palais du Gouvernement du Pérou, la Cathédrale de Lima, l'Église du Sagrario, le palais archiépiscopal de Lima , le palais Municipal de Lima et le Club de la Unión. La municipalité et la cathédrale se font face, une marque du cachet hispanique de cette disposition urbaine.
La Plaza Mayor est traversée par le Jirón Junín, le Jirón de la Unión, le Jirón Huallaga et le Jirón Carabaya.

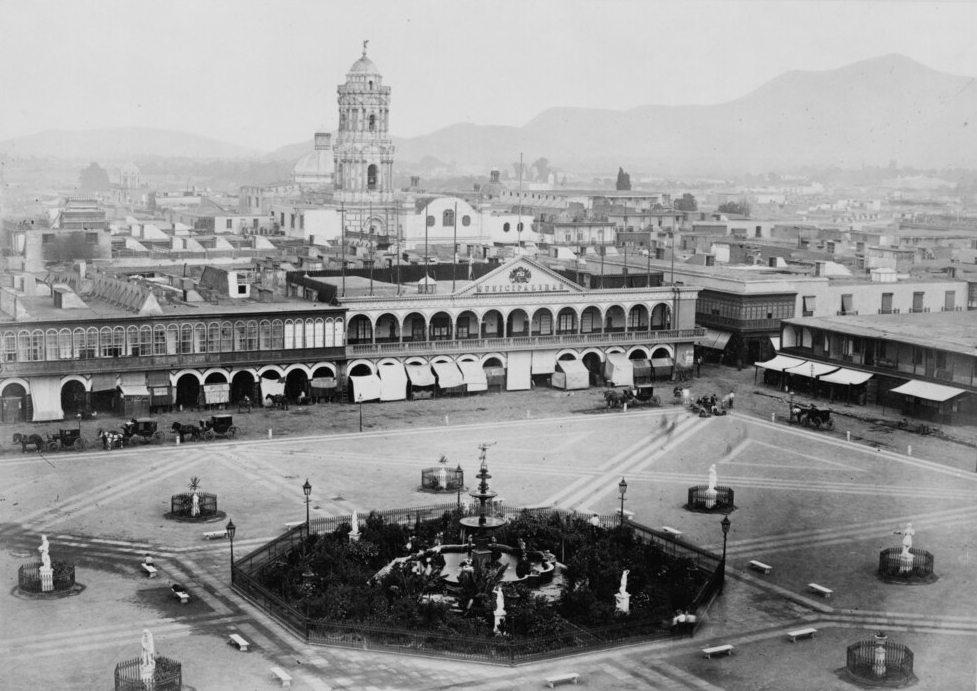
La Plaza Mayor de Lima au XIXe siècle. Tirage sur papier albuminé, Courret Hermanos, Lima (1868).